# Mill Menghini
Emilio „Mill” Menghini (ur. w 1903 w Day Dawn, zm. 31 października 1980 w Dalkeith) – australijski strzelec, olimpijczyk.
Wystąpił na igrzyskach olimpijskich w Londynie (1948), gdzie pojawił się w jednej konkurencji. Zajął 32. miejsce w karabinie dowolnym w trzech postawach z 300 metrów (startowało 36 zawodników).
Zmarł prawdopodobnie w 1980 roku, choć imiona jego rodziców różnią się w zestawieniach Australia Birth Index i Australia Death Index.

## Wyniki olimpijskie
| Igrzyska | Konkurencja                          | Wynik                  | Miejsce | Źródło |
| -------- | ------------------------------------ | ---------------------- | ------- | ------ |
| IO 1948  | Karabin dowolny, trzy postawy, 300 m | 856 pkt. (362-292-202) | 32      | [ 1 ]  |